# Il jouait du piano debout
Singles de France Gall
Besoin d'amour
(1979) Les Aveux
(1980)
Clip vidéo
[vidéo] « Il jouait du piano debout (extrait d'une émission de Radio Télévision Suisse, 1980) », sur YouTube
Pistes de Paris, France
La chanteuse qui a tout donné
(2)
Il jouait du piano debout est une chanson écrite par Michel Berger et interprétée en 1980 par France Gall. Le 45 tours se vend à plus de 800 000 exemplaires.
Première chanson de l'album studio 33 tours LP Paris, France sorti le 19 mai 1980, dont elle est le premier extrait à sortir en single 45 tours, elle atteindra la deuxième place des ventes de disques et demeure l'une des chansons les plus marquantes de la carrière de son interprète et du duo Berger/Gall.

## Historique

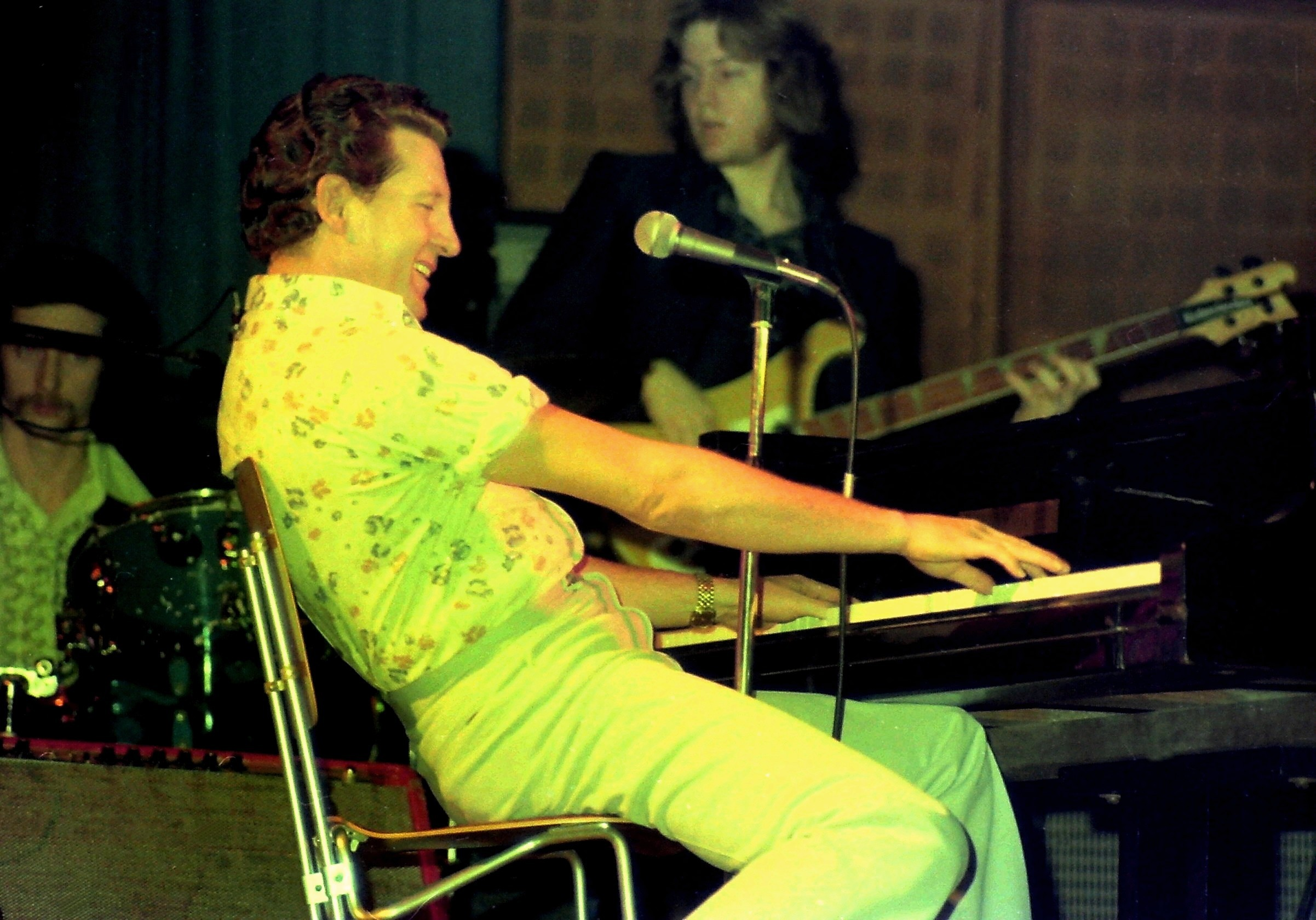
Jerry Lee Lewis en 1977 : « The Killer » du rock 'n' roll jouait aussi bien du piano assis que debout, parfois montait dessus pour danser et y mettait aussi le feu (en fin de concert) car « Il voulait être lui, vous comprenez ».

La chanson est un hommage rendu à Jerry Lee Lewis et évoque sa façon particulière de jouer debout du piano, symbole, selon Berger et Gall, du droit à la différence. France Gall l'écrit dans le livret des compilations et intégrale Évidemment parues en 2004 : « Je ne savais pas que ce serait si énorme cette chanson en la chantant en studio. Je ne pense jamais à ça avant que le public ne décide. Michel avait organisé un petit déjeuner à la Tour Eiffel avec les médias pour la sortie de l'album Paris, France dont Il jouait du piano debout était le premier extrait ». 
Les journalistes Hugues Royer et Philippe Seguy le notent dans leur biographie consacrée à France Gall et Michel Berger, Deux destins pour une légende : « Dans cette chanson, Michel Berger a voulu rendre hommage au pianiste et compositeur américain Jerry Lee Lewis. Chemin faisant, il exalte aussi le courage contre la lâcheté, et remet au goût du jour une idée caressée par Aragon, selon laquelle la vraie liberté suppose de vivre debout plutôt que de mourir à genoux ». 
Même des universitaires et diplômés de HEC comme Jean-François Brieu et Éric Didi, se penchent sur ce « Tube colossal. [...] Un tube mémorable, une image inversée de l'intrigue qui se joue dans La Groupie du pianiste : Il jouait du piano debout. [...] Impact de cet hommage à Jerry Lee Lewis, le Killer dont le colt tire plus vite que le canon scié d'Idi Amin Dada et dont l'estomac transforme le whisky brut de décoffrage en rock 'n' roll 50 °C sans eau et sans glaçon. D'aucuns voudront faire de ce texte insouciant une ode à la différence, au droit de vivre selon son bon plaisir. Voilà une hypothèse bien tirée par les cheveux. Ces vers ne sont pas à ce point exemplaires qu'ils puissent donner matière à une philosophie de cette portée-là. »
France Gall confie à Paris Match : « Lorsque j'ai fait Il jouait du piano debout, tant de gens se sont reconnus dans ce thème : celui de la différence. Celui de l'amour du rythme aussi. Les lettres que je lis expriment une recherche d'amour, un mal dans la peau, la solitude, le refus de la haine. Or si vous écoutez les chansons de mon nouvel album, vous verrez qu'elles répondent à cela. C'est Michel qui les a écrites, mais si j'avais ce pouvoir d'écrire qu'il possède, je n'aurai pas écrit autre chose ».
Elton John se manifeste alors en téléphonant en juillet 1980 à Michel Berger parce qu'après avoir entendu les titres La Groupie du pianiste et Il jouait du piano debout diffusés en boucle à la radio depuis leur sortie, il aurait souhaité enregistrer un disque en duo avec France Gall. Elle écrit à propos de cette rencontre : « On traverse le monde pour aller au rendez-vous qu'Elton John nous avait donné genre 15 août 1980, studio Sunset Sound, L.A., Californie. Michel, pas perturbé du tout par le fait que je sois tombée enceinte quinze jours avant, dirige les séances et, avec les musiciens d'Elton, cherche une couleur pour ne pas trop le déstabiliser, déjà qu'il va chanter une chanson écrite par quelqu'un d'autre ». Le 45 tours comportant les titres Donner pour donner et Les Aveux sort en octobre 1980. Par la suite, beaucoup de médias mal informés font une confusion en mentionnant le chanteur britannique comme inspirateur de la chanson Il jouait du piano debout. Ainsi, Pascal Bernheim, dans son émission Airs de rien sur la radio suisse romande (RTS), spécule sur l'hypothèse que la chanson évoque Elton John parce que celui-ci, une des premières grandes stars de l'Ouest à franchir le rideau de fer, a notamment donné un concert en URSS en 1979. La confusion est également faite dans des émissions radio et télé.

## Musiciens
- Piano : Michel Berger
- Synthétiseurs, orgue Hammond, piano électrique : Georges Rodi
- Basse : Jannick Top
- Guitares : Slim Pezin
- Percussions : Marc Chantereau
- Batterie : Simon Phillips
- Saxophone, clarinette, flûte : Patrick Bourgoin
- Chœurs : Bernard Ilous, France Gall
- Enregistrement et mixage : Jean-Pierre Janiaud et Patrick Foulon au studio Gang (Paris, 5e arr.)
- Réalisation : Michel Berger

## Classement
| Classement (1980)             | Meilleure position |
| ----------------------------- | ------------------ |
| France (IFOP)                 | 2                  |
| Pays-Bas (Single Top 100)     | 26                 |
| Pays-Bas (Nederlandse Top 40) | 22                 |

| Classement (2018)            | Meilleure place |
| ---------------------------- | --------------- |
| France (SNEP)                | 6               |
| Suisse (Schweizer Hitparade) | 77              |

| Classement (1980) | Meilleure position |
| ----------------- | ------------------ |
| France (IFOP)     | 6                  |

## Reprises
- En 1981, la chanson est reprise et adaptée en japonais par la chanteuse Yumi Seino, sur son album U･TA･GE: Songs for Seino Yumi.
- En 1991, la chanson est reprise par la chanteuse mexicaine Sasha Sokol et renommée Justo en el momento[15].
- En 2007, la chanson est reprise par le duo Peter et Sloane sur l'album En Harmonie.
- En 2013, la chanson est reprise par le duo Slaï et Mélissa Nkonda sur l'album collectif Tropical Family.
- En 2019, reprise par Les Frangines dans le Grand Studio RTL.